# Aleksandra Kollontaj
Aleksandra Mikhajlovna Kollontaj (russisk: Александра Михайловна Коллонтай, tr. Aleksandra Mikhajlovna Kollontaj, født 19. marts/31. marts 1872 i Sankt Petersborg, død 9. marts 1952 i Moskva) var en russisk kommunistisk revolutionær, og blev i 1919 verdens første kvindelige minister.

## Baggrund
Kollontaj var datter af en general i tsarens armé. Hendes mor var datter af en finsk tømmerhandler. Kollontaj delte sin fars interesse for historie, og havde sprognemme: Hun talte fransk med sin mor og sine søstre, engelsk med sin barnepige, finsk med bønderne på det gods, familien havde arvet efter hendes morfar i Kuusa, og hun studerede tysk. Hun ville gerne være fortsat ved et universitet, hvad hendes mor nægtede hende; der var mange farligt radikale idéer i omløb ved læreanstalterne. Kollontaj fik imidlertid lov til at tage lærer-eksamen, og hun forelskede sig i ingeniør-studenten Vladimir Kollontaj, af beskeden familie. På trods af sin families modstand, trodsede hun sig til at blive gift med ham i 1893, men forlod ham tre år senere. 

## Politisk arbejde
Kollontaj begyndte sit politiske arbejde i 1894, da hun underviste i en aftenskole for arbejdere i St. Petersborg, kort efter at have født sin søn Mikhail. Her kom hun i kontakt med en organisation, der hjalp politiske fanger. Hendes mand var ingeniør, og i 1896 fik hun for første gang indblik i arbejdernes hverdag, da hun besøgte en stor tekstilfabrik, hvor han installerede et ventilationssystem. Senere samme år var hun aktiv under tekstilarbejderstrejken i St. Petersburg. I august begyndte hun at studere arbejderhistorie ved universitetet i Zürich. Da hun vendte tilbage til Rusland, viede hun den finske kamp for uafhængighed stor opmærksomhed, og hjalp finske arbejdere med at organisere fagforeninger. Fra 1903 opstod der en splittelse mellem bolsjevikker og mensjevikker. Kollontaj følte sig nærmest bolsjevikkerne med deres kompromisløse tro på revolution; men i 1906 sluttede hun sig alligevel til mensjevikkerne. To år senere blev hun nødt til at flygte fra Rusland pga sin pamflet Finland og socialismen. Hun slog sig ned i Tyskland, men ved starten af første verdenskrig blev hun arresteret og derfra deporteret til Sverige, hvor hendes kritik af krigen medførte, at hun måtte forlade landet. Hun rejste så til Norge. I 1915 indbød det amerikanske socialistparti hende til at holde en foredragsturné i USA. Samme år sluttede hun sig til bolsjevikkerne og vendte tilbage til Rusland for at tage del i oktoberrevolutionen.

I 1908 hævdede Kollontaj på den alrussiske kvindekongres, at alle kvinder har fælles interesser på tværs af klassegrenser. I hendes øjne var kvinder dobbelt undertrykt, og på kvindedagen i 1921 blev hun bakket op af Lenin, som i Pravda skrev, at kvinderne led under både juridisk undertrykkelse og en endnu mere uudholdelig undertrykkelse, nemlig "husarbejdets livegenskab", hvorigennem kvinderne blev "overbebyrdet med et slid af den forfærdeligste slags, fysisk nedbrydende, fordummende rutinearbejde i køkken og familiens husholdning", skrev han. 
I 1917 blev Kollontaj det første kvindelige medlem af bolsjevikregeringen, som folkekommissær for socialvæsenet. Der tog hun til orde for "fri kærlighed", forenklet ægteskabslovgivning, nemmere adgang til skilsmisse og ophør af skammen knyttet til børn født udenfor ægteskab. Da Stalin kom til magten, sendte han hende ud som diplomat. Hun blev dermed verdens første kvindelige ambassadør. Fra 1923 til 1925 holdt hun til i den sovjetiske ambassade i Uranienborgveien 2 i Oslo, og omgikkes Martin Tranmæl og andre medlemmer af den norske arbejderbevægelse. Derefter var hun i Mexico frem til 1927, tilbage i Norge frem til 1930, og så i Sverige fra 1930 til 1945.
Hun støttede arbejderoppositionen indad i bolsjevikpartiet da den forlangte mere demokrati i partiet, og var i den forbindelse nær ved at blive ekskluderet. Hun var også ved at blive henrettet pga anklager om, at hun glemte at skøtte sit embede, fordi hun var helt opslugt af en kærlighedsaffære. Som Lenins nære medarbejder fik hun hjælp fra ham, dog med et ønske om, at hun giftede sig med kæresten: "Det ville være en passende straf," mente Lenin, som heller ikke var lykkeligt gift. 
I 1944 ledede Kollontaj forhandlingerne om våbenhvile mellem Sovjetunionen og sin mors hjemland Finland. Kollontaj var en af de få intellektuelle og "gammelbolsjevikker", som undslap Moskva-processerne i midten af 1930'erne med livet i behold. Fra hun efter krigen trak sig tilbage af helbredsgrunde, og frem til sin død i 1952, var hun rådgiver for det sovjetiske udenrigsministerium.

## Udmærkelser
- Den Kongelige Norske St. Olavs Orden

## Forfatterskab, værker oversatte til nordiske sprog
- Udvalgte skrifter. Redaktion: Hanne Møller [et al.]. København: Tiderne skifter, 1977-1978. 3 bind.
- Arbejdsbierne og den hvide fugl udvalgte skrifter. Tiderne Skifter, 1977. 2 bind.
- Arbetsbiens kærlek. Stockholm, 1925. (svensk)
- Første etappe. Oslo, [1946]. (norsk) (også på svensk)
- Kvinnan och familjen. Stockholm : Gidlunds, 1976. (svensk)
- Kvinnans kamp för ekonomisk frigörelse. Stockholm, 1973. (svensk)
- Kvinnans kamp för politiska rättigheter. Stockholm, 1977. (svensk)
- Kvinnans ställning i den ekonomiska samhällsutvecklingen. Stockholm, 1971. (svensk)
- Kæra kamrat! Allrakæraste væn! : brev i urval. Stockholm, 1977. (svensk)
- Mit liv – kvinde og kommunist. København, 1974,
- Revolusjon og kjærlighet. Oslo, 1977. (norsk)
- Veien til kjærlighet. Oslo, 1975. (norsk)